# Haplinis fucatinia
Haplinis fucatinia är en spindelart som först beskrevs av Arthur Urquhart 1894.  Haplinis fucatinia ingår i släktet Haplinis och familjen täckvävarspindlar. Inga underarter finns listade i Catalogue of Life.